# Акація коа
Акація коа (Acacia koa) — вид дерев з роду акація (Acacia) з родини бобових (Fabaceae).

## Поширення і екологія
Акація коа ендемік Гавайських островів, де він є другим найбільш поширеним деревом.
На гавайській мові, «коа» означає — хоробрий, сміливий, безстрашний, воїн.

## Ботанічний опис
Акація коа Вічнозелене дерево висотою 15-25 м. У глибокому вулканічного попелу, дерево може досягати висота 30 м, окружності 6 м. Це одне з найбільш швидко зростаючих гавайських дерев, здатне досягти 6-9 м протягом п'яти років на хорошому місці.
Листя складне, з 12-24 пар листочків. Розмір листочків 7-25 см у довжину, і 0.5-2.5 см у ширину на дорослому дереві.
Квіти блідо-жовті, сферичні суцвіття діаметром 8-10 мм. Цвітіння може бути сезонним або увесь рік, залежно від розташування.
Плодоносить у віці від 5 до 30 років. Плоди боби, стручки довжиною 7,5-15 см, і шириною 1,5-2,5 см. Кожен стручок містить в середньому 12 насіння. 6-12 мм в довжину, 4-7 мм в ширину, насіння плоске еліпсоїдної форми, і варіюються від темно-коричневого до чорного кольору. Насіння покрите твердою шкіркою, і це дозволяє їм залишатися в стані спокою до 25 років.

## Значення і застосування
Стовбур дерева використовувався стародавніми гавайців, щоб побудувати каноє.
Нині деревину акації коа використовують для виготовлення серфінгових дощок, музичних інструментів, меблів.

## Екологія
Акація коа є рідним домом для гавайських гусениць Udara blackburni, які живляться квітами і плодами. Дорослі метелики Udara blackburni п'ють нектар із квітів. Сік дерева п'ють дорослі метелики Vanessa tameamea. Жуки Coleotichus blackburniae використовуючи свій хоботок, можуть смоктати вміст насіння.

## Представники
У рамках виду виділяють ряд 6 різновидів:
- Acacia koa var hawaiiensis Rock 1919
- Acacia koa var koa A. Gray 1854
- Acacia koa var lanaiensis Rock 1919
- Acacia koa var latifolia (Benth.) H. St. John 1979
- Acacia koa var waianaeensis H. St. John 1979
- Acacia koa var weimeae Hochr. 1925

|                                            |  |  |  |
| Зліва направо: Кора, стручки, листя, квіти |  |  |  |